# Anastasiia Voinova
Anastasiia Voinova, née le 5 février 1993 à Toula,  est une coureuse cycliste russe. Spécialiste des épreuves de vitesse sur piste, elle est notamment double championne du monde du 500 mètres en 2015 et 2016 et de la vitesse par équipes en 2016 et 2017. C'est l'une des sprinteuses les plus titrées des années 2010, notamment en vitesse par équipes, où elle domine la discipline avec sa compatriote Daria Shmeleva.

## Biographie
En 2010, Anastasiia Voinova est double championne d'Europe juniors (moins de 19 ans). Lors des championnats du monde juniors 2010, elle remporte l'or en vitesse par équipes et bat deux fois le record du monde de la vitesse par équipes juniors avec Ekaterina Gnidenko : une première fois en qualification en 35 s 100, puis en finale en 35 s 029. L'année suivante, elle est quadruple championne du monde juniors et quadruple championne d'Europe juniors, remportant à chaque fois les quatre titres de la vitesse (500 mètres, keirin vitesse individuelle et par équipes).
En 2012, elle remporte deux titres de championne d'Europe espoirs, sur le 500 mètres et en vitesse par équipes (avec Victoria Baranova). En octobre de la même année, pour sa première grande compétition chez les élites, elle décroche deux médailles d'argent aux championne d'Europe. En 2013, elle est championne d'Europe de vitesse espoirs.
En 2014, elle gagne six titres européens, trois titres chez les espoirs et trois titres chez les élites. Elle est également médaillée de bronze du championnat du monde du 500 mètres, sa première médaille aux mondiaux élites. Aux mondiaux 2015, elle devient championne du monde du 500 mètres . Dans cette discipline, elle remporte également le titre aux championne d'Europe, avec un nouveau record du monde en 32,794 secondes. Ce temps est battu en octobre 2016 par Jessica Salazar. Voinova devient également championne d'Europe de vitesse par équipes avec Daria Shmeleva.
En 2016, à Londres, elle est double championne du monde, sur le 500 mètres et en vitesse par équipes avec Shmeleva. La même année, elle participe aux Jeux olympiques de Rio de Janeiro. Avec Daria Shmeleva, elle est médaillée d'argent de la vitesse par équipes. Elle termine également quatrième du keirin et huitième de la vitesse individuelle. L'année suivante, elle redevient  championne du monde de vitesse par équipes avec Shmeleva.
En 2018 et 2019, elle ajoute à son palmarès deux médailles mondiales, deux médailles d'or aux Jeux européens et quatre titres européens supplémentaires. Aux mondiaux 2020 à Berlin, elle remporte la médaille d'argent en vitesse derrière la locale Emma Hinze, mais échoue pour la première fois depuis 2014 à monter sur le podium de la vitesse par équipes. En 2021, elle décroche deux médailles d'argent aux mondiaux de Roubaix sur le 500 mètres et la vitesse par équipes. Aux Jeux olympiques de Tokyo, reportés en août 2021, elle est médaillée de bronze de la vitesse par équipes, onzième de la vitesse individuelle et dix-neuvième du keirin. 
En raison de l'invasion de l'Ukraine par la Russie, les athlètes de son pays ne sont plus autorisés à courir dans les compétitions internationales à partir de 2022. En avril 2023, elle annonce sa grossesse. À partir du 1er juin 2023, les cyclistes russes sont de nouveau autorisés à courir par l'UCI, cependant Voinova fait partie des trois athlètes qui ne sont pas éligibles, car ils ne répondent pas aux exigences de neutralité dans la guerre en Ukraine.

## Palmarès

### Jeux olympiques
- Rio 2016
  -  Médaillée d'argent de la vitesse par équipes
  - 4e du keirin
  - 8e de la vitesse individuelle
- Tokyo 2020
  -  Médaillée de bronze de la vitesse par équipes
  - 11e de la vitesse individuelle
  - 19e du keirin

### Championnats du monde
| Édition / Épreuve              | 500 mètres | Keirin | Vitesse individuelle | Vitesse par équipes          |
| Montichiari 2010 (juniors)     | Bronze     |        |                      | Or (avec Ekaterina Gnidenko) |
| Moscou 2011 (juniors)          | Or         | Or     | Or                   | Or (avec Daria Shmeleva)     |
| Melbourne 2012                 | 15e        |        |                      | 6e                           |
| Minsk 2013                     | 5e         |        | 1/16es de finale     | 6e                           |
| Cali 2014                      | Bronze     |        | 1/16es de finale     | 4e                           |
| Saint-Quentin-en-Yvelines 2015 | Or         |        | 6e                   | Argent (avec Daria Shmeleva) |
| Londres 2016                   | Or         | 13e    | 9e                   | Or (avec Daria Shmeleva)     |
| Hong Kong 2017                 | Bronze     | 8e     | 7e                   | Or (avec Daria Shmeleva)     |
| Apeldoorn 2018                 |            | 17e    | 12e                  | Bronze (avec Daria Shmeleva) |
| Pruszków 2019                  |            | 11e    | 6e                   | Argent (avec Daria Shmeleva) |
| Berlin 2020                    | 5e         | 13e    | Argent               | 4e                           |
| Roubaix 2021                   | Argent     |        | 12e                  | Argent                       |

### Coupe du monde
- 2011-2012
  - Classement général du 500 mètres
  - 2e du 500 mètres à Pékin
- 2012-2013

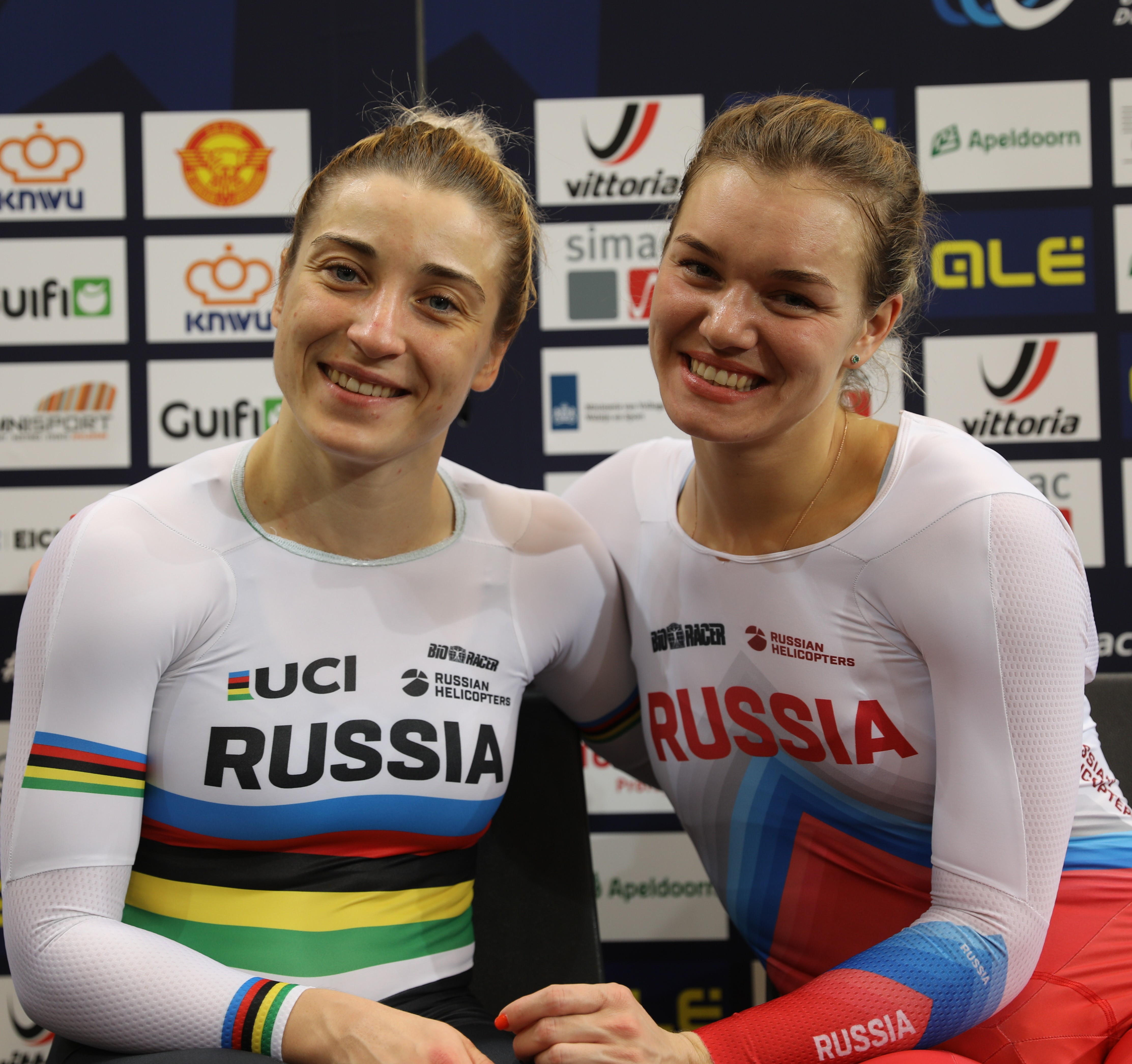
Voinova (à droite) avec Daria Shmeleva, sa partenaire en vitesse par équipes.

  - 3e de la vitesse par équipes à Aguascalientes
- 2013-2014
  - 2e de la vitesse par équipes à Aguascalientes
  - 3e de la vitesse par équipes à Guadalajara
- 2014-2015
  - 1re de la vitesse à Guadalajara
  - 2e de la vitesse à Londres
  - 3e de la vitesse par équipes à Guadalajara
  - 3e de la vitesse par équipes à Londres
- 2015-2016
  - 1re de la vitesse par équipes à Hong Kong (avec Daria Shmeleva)
  - 3e de la vitesse par équipes à Cali
  - 3e de la vitesse à Hong Kong
- 2016-2017
  - 1re de la vitesse par équipes à Los Angeles (avec Daria Shmeleva)
  - 2e de la vitesse par équipes à Cali
  - 2e de la vitesse à Cali
  - 3e de la vitesse à Los Angeles
- 2017-2018
  - 2e de la vitesse par équipes à Manchester
  - 3e de la vitesse à Manchester
  - 3e de la vitesse par équipes à Pruszków
- 2018-2019
  - 1re de la vitesse par équipes à Saint-Quentin-en-Yvelines (avec Daria Shmeleva)
  - 1re de la vitesse par équipes à Berlin (avec Daria Shmeleva)
  - 2e de la vitesse à Berlin
  - 3e de la vitesse par équipes à Milton
- 2019-2020
  - 1re de la vitesse à Cambridge
  - 2e de la vitesse à Minsk
  - 2e de la vitesse par équipes à Brisbane
  - 3e de la vitesse à Brisbane

### Coupe des nations
- 2021
  - 1re de la vitesse à Saint-Pétersbourg
  - 1re de la vitesse par équipes à Saint-Pétersbourg (avec Yana Tyshchenko et Natalia Antonova)

### Championnats d'Europe
| Édition / Épreuve                | 500 mètres | Keirin      | Vitesse individuelle | Vitesse par équipes                            |
| Saint-Pétersbourg 2010 (juniors) | Argent     | Or          |                      | Or (avec Gnidenko)                             |
| Saint-Pétersbourg 2010 (espoirs) |            |             |                      | Bronze                                         |
| Anadia 2011 (juniors)            | Or         | Or          | Or                   | Or (avec Balabolina)                           |
| Anadia 2012 (espoirs)            | Or         |             |                      | Or (avec Baranova)                             |
| Panevėžys 2012                   |            |             | Argent               | Argent                                         |
| Anadia 2013 (espoirs)            |            |             | Or                   | Argent                                         |
| Anadia 2014 (espoirs)            | Or         |             | Or                   | Or (avec Shmeleva)                             |
| Baie-Mahault 2014                | Or         |             | Or                   | Or (avec Brezhniva)                            |
| Athènes 2015 (espoirs)           | Or         | 1/2 finales | Or                   | Or (avec Shmeleva)                             |
| Granges 2015                     | Or         |             | Argent               | Or (avec Shmeleva)                             |
| Saint-Quentin-en-Yvelines 2016   | Bronze     | 7e          | Argent               | Or (avec Shmeleva)                             |
| Berlin 2017                      |            |             |                      | Or (avec Shmeleva)                             |
| Glasgow 2018                     |            |             | Argent               | Or (avec Shmeleva)                             |
| Apeldoorn 2019                   | Or         | 6e          | Or                   | Or (avec Shmeleva et Rogovaya)                 |
| Plovdiv 2020                     | Argent     | 7e          | Or                   | Or (avec Shmeleva, Antonova et Rogovaya)       |
| Granges 2021                     |            |             | 7e                   | Bronze (avec Shmeleva, Antonova et Tyshchenko) |

### Jeux européens
| Édition / Épreuve | Vitesse individuelle | Vitesse par équipes            |
| Minsk 2019        | Or                   | Or (avec Shmeleva et Rogovaia) |

### Championnats nationaux
- 2011
  -  Championne de Russie de vitesse par équipes (avec Olga Streltsova)
- 2013
  -  Championne de Russie du 500 mètres
  -  Championne de Russie de vitesse individuelle
- 2018
  -  Championne de Russie de vitesse individuelle
  -  Championne de Russie de vitesse par équipes (avec Daria Shmeleva)
- 2019
  -  Championne de Russie de vitesse individuelle
  -  Championne de Russie de vitesse par équipes (avec Daria Shmeleva)
- 2020
  -  Championne de Russie du keirin
  -  Championne de Russie de vitesse par équipes (avec Daria Shmeleva et Ekaterina Rogovaya)
- 2022
  -  Championne de Russie de vitesse par équipes